# كينغسلي بواتينغ
كينغسلي بواتينغ (7 أبريل 1994 في غانا - ) هو لاعب كرة قدم إيطالي وغاني في مركز الهجوم. شارك مع منتخب إيطاليا تحت 18 سنة لكرة القدم ومنتخب إيطاليا تحت 21 سنة لكرة القدم. أما مع النوادي، فقد لعب مع إيه سي ميلان ونادي باري ونادي كاتانيا وناك بريدا.

## روابط خارجية
- كينغسلي بواتينغ على موقع قاعدة بيانات كرة القدم.إي يو (الإنجليزية)
- كينغسلي بواتينغ على موقع Soccerway.com (الإنجليزية)
- كينغسلي بواتينغ على موقع عالم كرة القدم.نت (الإنجليزية)
- كينغسلي بواتينغ على موقع AS.com (الإسبانية)